# Drets civils i polítics
Els drets civils i polítics són una classe de drets que protegeixen la llibertat de les persones davant les infraccions per part dels governs, les organitzacions socials i els particulars. Asseguren el dret a participar en la vida civil i política de la societat i de l'⁣estat sense discriminació ni repressió.
Els drets civils inclouen la garantia de la integritat física i mental, la vida i la seguretat de les persones; protecció contra la discriminació per motius com el sexe, la raça, l'orientació sexual, l'origen nacional, el color, l'edat, l'afiliació política, l'ètnia, la classe social, la religió i la discapacitat; i drets individuals com la privadesa i la llibertat de pensament, expressió, religió, premsa, reunió i moviment.
Els drets polítics inclouen la justícia natural (equitat processal) a la llei, com ara els drets de l'acusat, inclòs el dret a un judici just; procés degut; el dret a demanar reparació o un recurs legal; i drets de participació en la societat civil i en la política, com ara la llibertat d'associació, el dret de reunió, el dret de petició, el dret d'autodefensa i el dret de vot.
Els drets civils i polítics formen la part original i principal dels drets humans internacionals. Comprenen la primera part de la Declaració Universal dels Drets Humans de 1948 (mentre que centren la segona part els drets econòmics, socials i culturals). La teoria de les tres generacions de drets humans considera aquest grup de drets com a "drets de primera generació", i la teoria dels drets negatius i positius els considera generalment drets negatius.

## Història
Les paraules "drets civils" són una traducció del llatí jus civis (dret del ciutadà). Els ciutadans romans podien ser lliures (libertas) o servils (servitus), però tots tenien drets legals. Després de l'Edicte de Milà de l'any 313, aquests drets incloïen la llibertat de religió; tanmateix, l'any 380, l'Edicte de Tessalònica va exigir que tots els súbdits de l'Imperi Romà professessin el cristianisme catòlic. La doctrina legal romana es va perdre durant l'Edat Mitjana, però encara es podien fer reivindicacions de drets universals basant-se en la doctrina cristiana. Segons els líders de la Rebel·lió de Kett (1549), "tots els homes no lliures poden ser alliberats, perquè Déu els va fer lliures amb el seu preuat vessament de sang".
Al segle XVII, el jutge del Dret d'AnglaterraEdward Coke va defensar la idea dels drets basats en la ciutadania argumentant que els anglesos havien gaudit històricament d'aquests drets. El Parlament d'Anglaterra va adoptar la Carta de Drets anglesa el 1689. Va ser una de les influències de George Mason i James Madison quan van redactar la Declaració dels Drets de Virgínia el 1776.

## Protecció de drets
TH Marshall assenyala que els drets civils van ser dels primers a ser reconeguts i codificats, seguits més tard pels drets polítics i més tard pels drets socials. En molts països, són drets constitucionals i estan inclosos en una declaració de drets o document similar. També es defineixen en instruments internacionals de drets humans, com la Declaració Universal dels Drets Humans de 1948 i el Pacte Internacional de Drets Civils i Polítics de 1966.
No cal codificar els drets civils i polítics per protegir-los. No obstant això, la majoria de democràcies del món tenen garanties formals escrites dels drets civils i polítics. Els drets civils es consideren drets naturals. Thomas Jefferson va escriure al seu A Summary View of the Rights of British America que "un poble lliure [reclama] els seus drets com a derivats de les lleis de la naturalesa, i no com el regal del seu magistrat en cap".
La qüestió sobre a qui s'apliquen els drets civils i polítics és un tema controvertit. Encara que en molts països els ciutadans tenen més proteccions contra la vulneració de drets que els no ciutadans, els drets civils i polítics es consideren generalment drets universals que s'apliquen a totes les persones.
Segons el politòleg Salvador Santino F. Regilme Jr., per analitzar les causes i la manca de protecció dels abusos dels drets humans al Sud global cal centrar-se en les interaccions dels factors nacionals i internacionals, una perspectiva important que s'ha descuidat sistemàticament en general en les ciències socials.

## Altres drets
El dret consuetudinari també hi té un paper. Els drets implícits o no enumerats són drets que els tribunals poden trobar que existeixen encara que no estiguin garantits expressament per llei o costum escrits; un exemple és el dret a la privadesa als Estats Units, i la novena esmena mostra explícitament que hi ha altres drets que també estan protegits.
La Declaració d'Independència dels Estats Units afirma que les persones tenen drets inalienables, com ara "la vida, la llibertat i la recerca de la felicitat". Alguns consideren que l'únic propòsit del govern és la protecció de la vida, la llibertat i la propietat.
Alguns pensadors han argumentat que els conceptes d⁣e sobirania individual i llibertat cognitiva defensen el dret a triar el menjar que es menja, l'automedicació, i la droga recreativa.

## Moviments socials pels drets civils

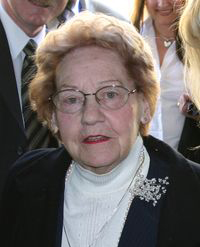
Savka Dabčević-Kučar, participant de la Primavera croata⁣ va ser la primera dona en ser primera ministra d'Europa

Els drets civils garanteixen una igual protecció davant la llei. Quan els drets civils i polítics no estan garantits a tots com a part de la mateixa protecció de les lleis, o quan aquestes garanties existeixen en paper, però no es respecten a la pràctica, es pot produir oposició, accions legals i fins i tot malestar social.
Els moviments de drets civils als Estats Units van agafar força el 1848 amb documents com la Declaració de Sentiment. Conscientment modelada després de la Declaració d'Independència, la Declaració de Drets i Sentiments es va convertir en el document fundacional del moviment de dones nord-americanes.
A tot el món, es van produir diversos moviments polítics per la igualtat davant la llei entre 1950 i 1980 aproximadament. Aquests moviments tenien un aspecte legal i constitucional, i van donar lloc a una gran quantitat de lleis tant en l'àmbit nacional com internacional. També tenien un vessant activista, sobretot en situacions on les violacions de drets eren generalitzades. Els moviments amb l'objectiu proclamat d'assegurar el compliment dels drets civils i polítics inclouen:
- el moviment dels drets civils als Estats Units, on s'havien vulnerat els drets dels ciutadans negres;
- l'⁣Associació de Drets Civils d'Irlanda del Nord, creada l'any 1967 arran del fracàs en aquesta província del Regne Unit per respectar els drets de la minoria catòlica romana; i
- moviments en molts països comunistes, com la Primavera de Praga i la Carta 77 a Txecoslovàquia i els aixecaments a Hongria.

La majoria dels moviments de drets civils es basaven en la tècnica de la resistència civil, utilitzant mètodes no violents per aconseguir els seus objectius. En alguns països, les lluites pels drets civils van anar acompanyades de disturbis civils i fins i tot de rebel·lió armada. Si bé els moviments de drets civils del segle XX han donat lloc a una extensió dels drets civils i polítics, el procés va ser llarg en molts països, i molts d'aquests moviments no van assolir totalment els seus objectius.

## Problemes i anàlisi
Les preguntes sobre els drets civils i polítics han sorgit sovint. Per exemple, fins a quin punt hauria d'intervenir el govern per protegir els individus de la vulneració dels seus drets per part d'altres individus o de les empreses⁣; per exemple, de quina manera s'ha de tractar la discriminació laboral al sector privat⁣?
La teoria política tracta dels drets civils i polítics. Robert Nozick i John Rawls van expressar visions contraposades a Anarchy, State, and Utopia de Nozick i A Theory of Justice de Rawls. Altres autors influents inclouen Wesley Newcomb Hohfeld i Jean Edward Smith.

## Drets de primera generació
Els drets de primera generació tracten essencialment de la llibertat i la participació en la vida política. Són fonamentalment de naturalesa civil i política, així com fortament individualistes⁣: serveixen per protegir l'individu dels excessos de l'estat. Els drets de primera generació inclouen, entre altres coses, la llibertat d'expressió, el dret a un judici just, (en alguns països) el dret a tenir i portar armes (en alguns països), la llibertat de religió, la llibertat de discriminació i el dret de vot. Van ser pioners als segles XVII i XVIII durant el segle de les Llums. Les teories polítiques associades a les revolucions anglesa, nord-americana i francesa van ser codificades a la Carta de Drets anglesa el 1689 (una reafirmació dels drets dels anglesos, algunes que es remunten a la Carta Magna el 1215) i més completament a la Declaració francesa dels drets dels anglesos, la Declaració dels Drets de l'Home i del Ciutadà de 1789 i la Carta de Drets dels Estats Units el 1791.
Van ser consagrats mundialment i van ser reconeguts en dret internacional primer pels articles 3 a 21 de la Declaració Universal dels Drets Humans de 1948 i més tard pel Pacte Internacional de Drets Civils i Polítics de 1966. A Europa, van ser validats a la Convenció Europea dels Drets Humans l'any 1953.

## Organitzacions de drets civils i polítics
Hi ha organitzacions actuals que existeixen per protegir els drets civils i polítics de les persones en cas que es vulnerin. L'ACLU, fundada el 1920, és una coneguda organització sense ànim de lucre que ajuda a preservar la llibertat d'expressió i treballa per canviar la política. Una altra organització és la NAACP, fundada el 1909, que se centra en la protecció dels drets civils de les minories. La NRA és un grup de drets civils fundat el 1871 que se centra principalment en la protecció del dret a portar armes. Aquestes organitzacions serveixen per a diverses causes, una de les quals és l'⁣AFL–CIO, que és el sindicat nord-americà que representa la gent de la classe treballadora a tot el país.